# Георгиевский монастырь (Уфимская губерния)
Гео́ргиевский монасты́рь «Святы́е Ку́стики» — уничтоженный женский монастырь Уфимской епархии, существовавший в 1901—1928 годах в селе Усе-Степановке Бирского уезда Уфимской губернии.
Построен на средства паломников, местного крестьянства и православного духовенства, а также на пожертвования пахотной земли императора Николая II и денег Иоанна Кронштадтского.
В монастыре хранились такие святыни, как одежда преподобного Серафима Саровского, и подаренная в 1907 году архиепископом Тихоном икона с изображениями Святой Троицы, Смоленской Божией Матери и 17 святых, из кипариса.
С 2002 года на его месте строится новый Успенский Свято-Георгиевский мужской монастырь «Святые Кустики», правопреемник Уфимского Успенского мужского монастыря.

## История
Первоначально на земле крестьянина Г. А. Поспелова поселились чернички из окрестных сёл, к которым также присоединилась послушница из Понетаевского Нижегородского монастыря. После прислана монахиня Серафима (Князева) с несколькими послушницами из Бирского женского монастыря, по благословению местного архиерея, для создания монашеской общины.
В 1901 году, в 4,3 км от села Уса-Степановки, при епископе Антонии (Храповицком), основана Георгиевская женская община на земле, пожертвованной крестьянином Г. А. Поспеловым, вблизи Святых Кустиков — святого места сплетения трёх берёз и двух ив, где по преданию, был слышен звон невидимых колоколов, и где являлась икона Божьей Матери и животворящий крест.
В 1902 году в городах Уфе и Бирске открыты подворья общины. В 1903 году при монастыре открыты: школа грамоты для крестьянских девочек, воскресная школа для послушниц и богадельня для одиноких пожилых женщин, глухонемых и малолетних сирот.
17 апреля 1905 года открыт Георгиевский женский монастырь.
С 1914 года действовали приюты для инородческих девочек-сирот и осиротевших детей солдат. В Первую мировую войну сёстры отправляли на фронт посылки.
В начале 1920‑х годов монастырь активно противодействовал обновленчеству. В 1921 году реорганизован в сельскохозяйственную артель «Первый колос», при этом, сами богослужения продолжались. В 1926—1928 годах бывший монастырь стал местом проживания викария Вениамина (Фролова).
В сентябре 1928 года артель ликвидирована, игуменья Христина — расстреляна, а монахини — репрессированы.

## Ансамбль
В 1901 году построена и освящена деревянная домовая Георгиевская церковь, имевшая престол во имя святого благоверного князя Владимирского Георгия (Юрия) Всеволодовича, и часовня на Святых Кустиках.
В 1905 году начато строительство кирпичной Успенской церкви с трёхъярусной колокольней высотой 21 м, которая не была достроена и освящена. Имела три престола: главный — в честь Успения Пресвятой Богородицы; боковые приделы — во имя святого благоверного князя Владимирского Георгия Всеволодовича и в честь Всех Святых. Разрушена в 1940-е годы.
В 1911 году построена в русском стиле и освящена деревянная Вознесенская церковь с семью главами и двухъярусной колокольней с восемью колоколами, имевшая престол в честь Вознесения Господня, и вмещала до 800 человек. Разрушена в 1940-е годы.
В ансамбль также входили 15 небольших келий для сестёр и паломников, и три деревянных одноэтажных дома. После 1954 года весь ансамбль монастыря полностью уничтожен.

## Владения
В 1902 году община владела 70 десятинами земли, в 1913 году — 147 десятинами, из них 38 десятин пожалованы императором Николаем II, в 1917 году — 461 десятинами. Имелись скотный двор, пасека, сад и огород.
Монастырю принадлежали мельница, иконописная, по украшению икон фольгой и цветами, позолотная, чеканная, белошвейная, золотошвейная, одеяльная, портняжная, ткацкая, чеботарная, переплётная, столярная и жестяная мастерские.

## Численность
В 1901 году в общине проживало около 40 сестёр, в 1913 году в монастыре — 158 сестёр.

### Настоятельницы
В 1901—1905 годах настоятельницей общины была монахиня Серафима (Князева), а с 1905 года — игуменья монастыря. С 1911 года настоятельницей была игуменья Магдалина, с 1917 года — игуменья Христина.